# 福留親政
福留親政（1511年－1577年）是日本戰國時代至安土桃山時代的武將。長宗我部氏的家臣。一說指父親是福留房吉（福留藏人）。兒子有福留儀重。家紋是六鳩酢草紋。官位是飛驒守。別名是儀實、隼人。

## 略歷
接受主君長宗我部元親的偏諱（「親」字）等，深受元親信賴，獲得感狀的次數高達21次。永祿6年（1563年），安藝國虎趁元親進攻本山時攻打兵力薄弱的岡豐城，卻被親政擊退（根據『土佐物語』記載親手斬殺20名敵軍，而『元親記』則記載為37人），這次奮戰被稱為。被任命為元親的嫡男長宗我部信親的守役等，相當受到重用，不過在天正5年（1577年）於伊予的戰鬥中陣亡。享年66歲。